# Xiphinema index
Espèce
Xiphinema index est une espèce de nématodes (les nématodes sont un embranchement de vers non segmentés, recouverts d'une épaisse cuticule et menant une vie libre ou parasitaire).
Ce nématode est le vecteur d'un des virus du court-noué de la vigne.